# Княгинино (Подлесный сельсовет, Вологодский район)
Княгинино — деревня в Вологодском районе Вологодской области.
Входит в состав Подлесного сельского поселения, с точки зрения административно-территориального деления — в Подлесный сельсовет.
Расстояние по автодороге до районного центра Вологды — 18 км, до центра муниципального образования Огарково — 5 км. Ближайшие населённые пункты — Борборино, Копцево, Баринцево.
По переписи 2002 года население — 340 человек (170 мужчин, 170 женщин). Преобладающая национальность — русские (91 %).